# Juliette Lewis
Juliette Lake Lewis (ur. 21 czerwca 1973 w Los Angeles) – amerykańska aktorka i piosenkarka. Wokalistka rockowego zespołu Juliette and the Licks, współpracowała także z zespołami Giraffe Tongue Orchestra i The New Romantiques. 

## Życiorys
Urodziła się w Los Angeles w Kalifornii jako córka projektantki graficznej Glenis (z domu Duggan) Batley i aktora Geoffreya Lewisa. Jej rodzina była pochodzenia angielskiego i irlandzkiego, a także miała korzenie walijskie, szkockie i niemieckie. Ma starszego brata Lightfielda (ur. 8 września 1970) i siostrę Brandy (ur. 13 grudnia 1975). Jej rodzice rozwiedli się, gdy miała dwa lata, a dzieciństwo spędziła mieszkając pomiędzy obydwoma ich domami w okolicach Los Angeles. Przez krótki okres mieszkała także z aktorką Karen Black, która była jej mentorką. W wieku 14 lat zagwarantowała sobie prawnie pełną niezależność od rodziców. Porzuciła szkołę średnią w mając 15 lat, z czasem otrzymała General Educational Development. 
Po niewymienionej w obsadzie roli w komedii Clinta Eastwooda Bronco Billy (1980), została obsadzona w roli córki z rozbitej rodziny Mary Ash w dramacie telewizyjnym Home Fires (1987). Od 22 września 1987 do 8 stycznia 1988 występowała w roli Kate Farrell w sitcomie ABC I Married Dora, za którą w 1988 była nominowana do Young Artist Award dla najlepszej aktorki w nowym telewizyjnym serialu komediowym. W komedii fantastycznonaukowej Richarda Benjamina Moja macocha jest kosmitką (My Stepmother Is an Alien, 1988) z Kim Basinger zagrała postać Lexie, najlepszej przyjaciółki głównego bohatera. W komedii Jeremiaha Chechika W krzywym zwierciadle: Witaj, Święty Mikołaju (National Lampoon’s Christmas Vacation, 1989) u boku Chevy Chase’a pojawiła się jako Audrey Griswold.
Przełomem w jej karierze aktorskiej okazała się rola Danielle Bowden, nastolatki w równym stopniu przerażonej, co i zafascynowanej psychopatycznym Maxem Cady (Robert De Niro) w dreszczowcu psychologicznym Martina Scorsese Przylądek strachu (Cape Fear, 1991), za którą otrzymała nominację do Oscara dla najlepszej aktorki drugoplanowej, Złotego Globu dla najlepszej aktorki drugoplanowej i MTV Movie Awards 1992 za najlepszy pocałunek z Robertem De Niro. W teledysku Melissy Etheridge „Come to My Window” (1993) zagrała pacjentkę psychiatryczną o skłonnościach samobójczych. Pełną liryzmu i ciepła kreację Becky stworzyła w dramacie Lasse Hallströma Co gryzie Gilberta Grape’a (What’s Eating Gilbert Grape, 1993). Jako Mallory Wilson Knox w melodramacie kryminalnym Olivera Stone’a Urodzeni mordercy (Natural Born Killers, 1994) została uhonorowana Nagrodą Pasinettiego dla najlepszej aktorki na 51. Festiwalu Filmowym w Wenecji. Za postać Katherine „Kate” Fuller w komedii grozy Roberta Rodrigueza Od zmierzchu do świtu (From Dusk Till Dawn, 1996) zdobyła nominację do Nagrody Saturn w kategorii najlepsza aktorka drugoplanowa. Rola Beth Toczyński w dramacie telewizyjnym HBO Histeryczna ślepota (Hysterical Blindness, 2002) przyniosła jej nominację do nagrody Emmy i Independent Spirit Awards dla najlepszej aktorki drugoplanowej.

## Filmografia
- 1987 Home Fires jako Maty
- 1987–1988 I Married Dora jako Kate Farrell
- 1988 Moja macocha jest kosmitką (My Stepmother Is an Alien) jako Lexie
- 1988–1993 Cudowne lata (The Wonder Years) jako Delores (1989-1990)
- 1989 The Runnin’ Kind
- 1989 W krzywym zwierciadle: Witaj, Święty Mikołaju (Christmas Vacation) jako Audrey Griswold
- 1989 Meet the Hollowheads jako Cindy Hollowhead
- 1990 Za młoda by umrzeć? (Too Young to Die?) jako Amanda Sue Bradley
- 1991 Przylądek strachu (Cape Fear) jako Danielle Bowden – nominowana do Oscara za drugoplanową rolę żeńską
- 1991 Zagubione serca (Crooked Hearts) jako Cassie Warren
- 1992 Mężowie i żony (Husbands and Wives) jako Rain
- 1992 Dramat letniej nocy (That Night) jako Sheryl O’Connor
- 1993 Kalifornia jako Adele Corners
- 1993 Krwawy Romeo (Romeo Is Bleeding) jako Sheri
- 1993 Co gryzie Gilberta Grape’a (What’s Eating Gilbert Grape) jako Becky
- 1994 Urodzeni mordercy (Natural Born Killers) jako Mallory Wilson Knox
- 1994 Wariackie święta (Mixed Nuts) jako Gracie Barzini
- 1995 Przetrwać w Nowym Jorku (The Basketball Diaries) jako Diane Moody
- 1995 Dziwne dni (Strange Days) jako Faith Justin
- 1996 Czułe słówka ciąg dalszy (The Evening star) jako Melanie Horton
- 1996 Od zmierzchu do świtu (From Dusk Till Dawn) jako Kate Fuller
- 1998 Jakaś dziewczyna (Some Girl) jako April
- 1999 Gorsza siostra (The Other Sister) jako Carla Tate
- 1999 Czwarte piętro (The 4th Floor) jako Jane Emelin
- 2000 Wynajmę pokój (Room to Rent)
- 2000 Desperaci (The Way of the Gun) jako Robin
- 2001 Niebo nad Luizjaną (My Louisiana Sky) jako Dorie Kay
- 2001 Gaudi Afternoon jako April
- 2001 Niebezpieczne miasto (Picture Claire) jako Claire
- 2002 Nigdy więcej (Enough) jako Ginny
- 2002 Histeryczna ślepota (Hysterical Blindness) jako Beth
- 2003 Old School: Niezaliczona (Old School) jako Heidi
- 2003 Cold Creek Manor
- 2003 Free for All jako Paula
- 2004 Blueberry jako Maria
- 2004 Starsky i Hutch (Starsky & Hutch) jako Kitty
- 2004 Aurora Borealis jako Kate
- 2004 Prawo do wolności (Chasing Freedom) jako Libby
- 2005 Daltry Calhoun jako Flora
- 2005 Grilled
- 2006 Nagrody Darwina jako Joleen
- 2006 Złów i wypuść (Catch and Release) jako Maureen
- 2006 The Fuck Up
- 2009 Dziewczyna z marzeniami
- 2010 Zanim odejdą wody (Due Date) jako Heidi
- 2013 Sierpień w hrabstwie Osage (August: Osage County) jako Karen Weston

## Dyskografia

### Albumy solowe
| Tytuł           | Dane dot. albumu                                   | Pozycja na liście | Pozycja na liście | Pozycja na liście |
| Tytuł           | Dane dot. albumu                                   | CHE               | USA Ind.          | USA Heat.         |
| --------------- | -------------------------------------------------- | ----------------- | ----------------- | ----------------- |
| Terra Incognita | - Data: 1 września 2009 - Wydawca: The End Records | 63                | 46                | 15                |

### Minialbumy
| Tytuł       | Dane dot. albumu                                    |
| ----------- | --------------------------------------------------- |
| Future Deep | - Data: 11 listopada 2016 - Wydawca: wydanie własne |

### Teledyski
| Tytuł         | Rok  | Reżyseria        | Album           |
| ------------- | ---- | ---------------- | --------------- |
| „Fantasy Bar” | 2009 | –                | Terra Incognita |
| „Uh Huh”      | 2010 | Lightfield Lewis | Terra Incognita |